# Zhukowskia
Zhukowskia là một chi phong lan trong họ Orchidaceae.